# パトリック・キナード (第3代キナード卿)
第3代キナード卿パトリック・キナード（英語: Patrick Kinnaird, 3rd Lord Kinnaird、1715年3月31日没）は、スコットランド貴族。

## 生涯
第2代キナード卿パトリック・キナードとアン・フレイザー（Anne Fraser、1661年3月12日 – 1684年10月8日埋葬、第8代ラヴァト卿ヒュー・フレイザーの娘）の長男として生まれた。
1701年に父が死去すると、キナード卿の爵位を継承した。この時代はスコットランド王国とイングランド王国の合同が討議されたが、第3代キナード卿は合同に反対したという。
1702年、ヘンリエッタ・マリア・マレー（Henrietta Maria Murray、1684年11月28日 – 1702年10月27日、初代ダンモア伯爵チャールズ・マレーの娘）と結婚したが、2人の間に子供はいなかった。その後、エリザベス・ライアン（Elizabeth Lyon、1739年1月没、第3代ストラスモア＝キングホーン伯爵パトリック・ライアンの娘）と再婚、1男をもうけた。
- パトリック（1710年頃 – 1727年） - 第4代キナード卿

1715年3月31日にエディンバラで死去、4月3日に同地で埋葬された。息子パトリックが爵位を継承した。